# Mattias Modig
Pour les articles homonymes, voir Modig.
Mattias Modig (né le 1er avril 1987  à Luleå en Suède) est un joueur de hockey sur glace professionnel suédois. Il est gardien pour les Växjö Lakers de l'Elitserien,.